# Редкодуб (Краматорский район)
Редкоду́б (укр. Рідкодуб) — село в Краматорском районе Донецкой области Украины. Население по переписи 2001 года составляло 531 человек.

## История
Во время вторжения России на Украину, в мае 2022 года, село было оккупировано российскими войсками. 26–27 сентября 2022 освобождено украинскими войсками.
В селе проживало два человека по состоянию на 2 мая 2025 года. Об этом 2 мая сообщила в Facebook полиция Донбасса.